# 5991 Ivavladis
5991 Ivavladis è un asteroide della fascia principale. Scoperto nel 1979, presenta un'orbita caratterizzata da un semiasse maggiore pari a 2,4131255 UA e da un'eccentricità di 0,1346563, inclinata di 3,22430° rispetto all'eclittica.